# Ulises Blanch
Ulises Blanch (San Juan, Puerto Rico, 25 de marzo de 1998) es un tenista estadounidense. Su mejor puesto en la Clasificación ATP individual ha sido el 240.º en marzo de 2020, y en dobles, el 423.º en 2019. A nivel individual ha logrado dos títulos de la categoría Challenger. A nivel juvenil, logró conseguir el puesto N°2 del ranking de la ITF.

## Títulos enChallengersyFutures(5; 3+2)
| Leyenda               | Individuales | Dobles |
| --------------------- | ------------ | ------ |
| ATP Challenger Series | 2            | 0      |
| ITF Futures Series    | 1            | 2      |

### Individuales (3)
| N.º | Fecha                   | Torneo                  | Superficie    | Oponentes        | Resultado     |
| --- | ----------------------- | ----------------------- | ------------- | ---------------- | ------------- |
| 1.  | 3 de septiembre de 2017 | F5 Calgary              | Dura          | Felip Peliwo     | 6-4, ret      |
| 2.  | 15 de julio de 2018     | Challenger de Perugia   | Tierra batida | Gianluigi Quinzi | 7-5, 6-2      |
| 3.  | 12 de enero de 2020     | Challenger de Ann Arbor | Dura (i)      | Roberto Cid      | 3-6, 6-4, 6-2 |

### Dobles (1)
| N.º | Fecha               | Torneo        | Superficie    | Pareja              | Oponentes en la final                    | Resultado        |
| --- | ------------------- | ------------- | ------------- | ------------------- | ---------------------------------------- | ---------------- |
| 1.  | 24 de junio de 2018 | F10 Toulouse  | Tierra batida | Juan Pablo Ficovich | Antoine Cornut-Chauvinc Matteo Martineau | 6-2, 6-2         |
| 1.  | 12 de mayo de 2019  | F11 Montauban | Tierra batida | Ugo Humbert         | Patricio Heras Gonzalo Villanueva        | 6-3, 3-6, [10-6] |

## Clasificación histórica
| Torneos de Grand Slam       |       |       |     |   |     |    |
| Abierto de Australia        | A     | A     | A   | 0 | 0-0 | 0% |
| Roland Garros               | A     | A     | A   | 0 | 0-0 | 0% |
| Wimbledon                   | A     | A     | ND  | 0 | 0-0 | 0% |
| Abierto de los EE. UU.      | Q1    | A     | 1R  | 0 | 0-1 | 0% |
| Ganado-Perdido              | 0-0   | 0-0   | 0-1 | 0 | 0-1 | 0% |
| ATP World Tour Masters 1000 |       |       |     |   |     |    |
| Ganado-Perdido              | 0-0   | 0-0   | 0-0 | 0 | 0-0 | 0% |
| ATP World Tour 500          |       |       |     |   |     |    |
| Ganado-Perdido              | 0-0   | 0-0   | 0-0 | 0 | 0-0 | 0% |
| ATP World Tour 250          |       |       |     |   |     |    |
| Ganado-Perdido              | 0-0   | 0-0   | 0-0 | 0 | 0-0 | 0% |
| Representación nacional     |       |       |     |   |     |    |
| Ganado-Perdido              | 0-0   | 0-0   | 0-0 | 0 | 0-0 | 0% |
| Total G-P                   | 0-0   | 0-0   | 0-1 | 0 | 0-1 | 0% |
| Porcentaje                  | 0%    | 0%    | 0%  | - | -   | -  |
| Ranking                     | 329.° | 391.° |     | - | -   | -  |

Actualizado al 14 de septiembre de 2020